# Burg Anebos
Burg Anebos /'anəboːs/ ist die Ruine einer mittelalterlichen Felsenburg im Pfälzerwald (Rheinland-Pfalz) und einer der drei Bestandteile der sogenannten Trifelsgruppe oberhalb der südpfälzischen Stadt Annweiler. Die Burg Anebos ist als Denkmalzone eingestuft.

## Geographie
Die Höhenburg liegt auf der Waldgemarkung der Ortsgemeinde Leinsweiler in 463 m Höhe auf der felsigen Nordwestkuppe (463 m) des zweigipfligen Scharfenbergs, eines der typischen oben abgerundeten Felsenberge des Wasgaus, wie der Südteil des Pfälzerwalds und die sich anschließenden Nordvogesen auch genannt werden. Burg Anebos sowie ihre Schwesterburgen Trifels und Scharfenberg sind als Trifelsgruppe bekannt und gelten als Wahrzeichen von Annweiler, das sich unterhalb der drei Burgen in der Talaue der Queich ausbreitet.

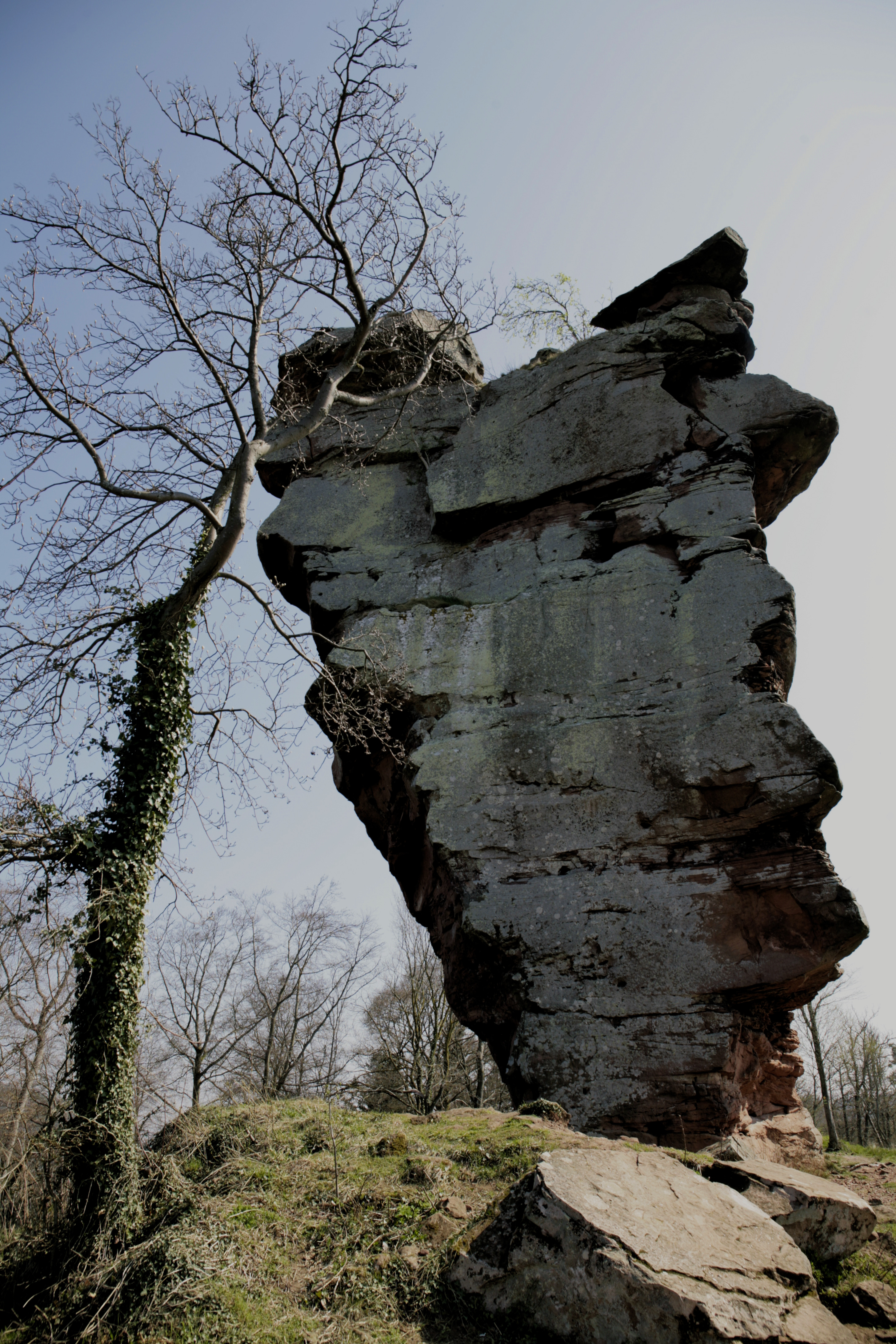
Anebos von Osten
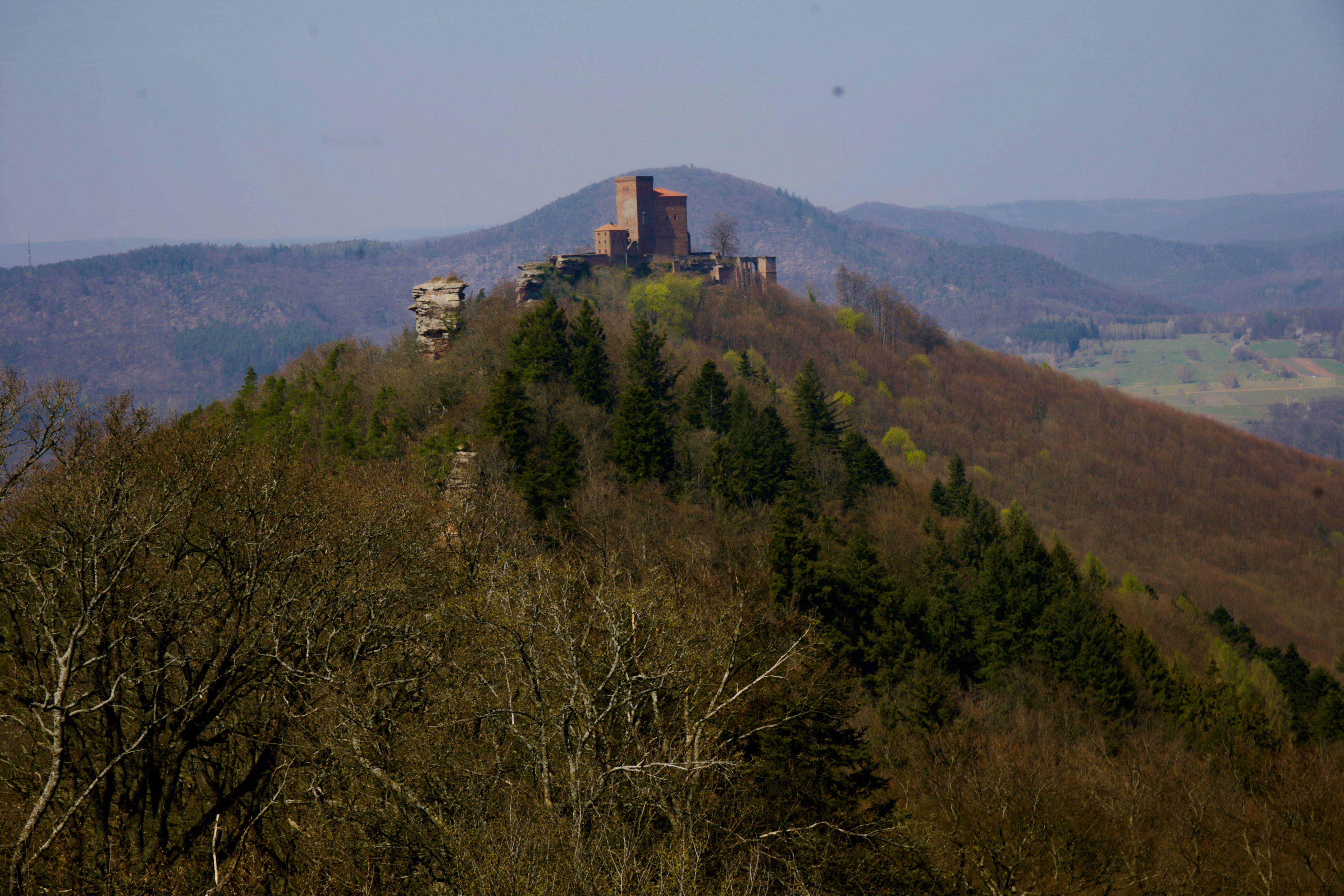
Burg Anebos links vor dem Trifels
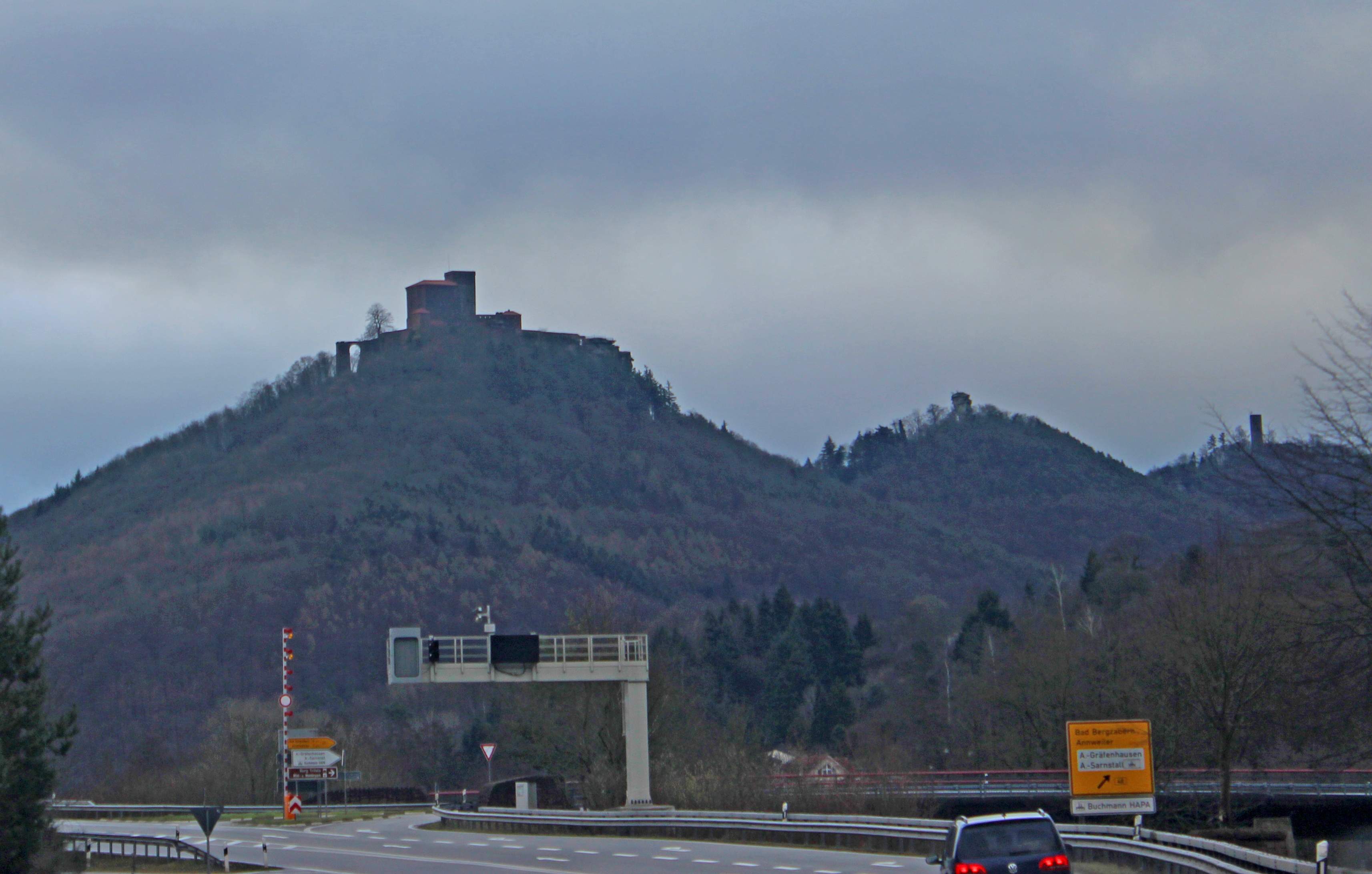
Trifelsgruppe mit Burg Anebos in der Mitte

## Anlage
Von der Burg, deren Name sich vielleicht wegen der Form des Felsens von „Amboss“ ableitet, existieren heute nur noch einige Mauerreste sowie eine Filterzisterne, die vor den neueren Ausgrabungen fälschlich als „Felsenkeller“ bezeichnet wurde. Vorhanden sind ferner Bearbeitungsspuren am Burgfelsen. Ursprünglich war die Burganlage etwa 60 m lang.

## Geschichte
Die Erbauung der Burg wird aufgrund des vorliegenden Baubefunds auf Anfang des 12. Jahrhunderts datiert. Die Burg war Stammsitz der Herren von Anebos, die nur für die kurze Zeit vom letzten Jahrzehnt des 12. Jahrhunderts bis Mitte des 13. Jahrhunderts nachweisbar sind. Bei ihnen handelte es sich um Reichsministerialen, denen das Lehnsrecht an der Burg übertragen worden war.
1194 erschien im Gefolge Kaiser Heinrichs VI. bei dessen Italienzug ein Marschall Eberhard von Anebos. Dessen Bruder Heinrich wurde ab 1196 als Inhaber des Marschallamts genannt. 1234, 1250 und 1252 ist Eliza von Anebos urkundlich nachweisbar, die zuletzt als Witwe eines Marschalls bezeichnet wird. Mitte des 13. Jahrhunderts scheinen die Herren von Anebos ausgestorben zu sein, da weitere Nachweise über diese Familie fehlen.
Vermutlich durch Erbfolge gelangte das Lehnsrecht an der Burg an die Familie des Reichstruchsessen Philipp I. von Falkenstein. Dessen Ehefrau Isengard übergab die Burg 1246 an König Konrad IV. Dies ist ein Hinweis darauf, dass das Lehen wegen endgültigen Erlöschens des Mannesstamms der Familie an die Krone zurückfiel. Letztmals wird die Burg in einer Urkunde des Jahres 1266 erwähnt.
Die ab dem Jahr 2000 durchgeführten Ausgrabungen deuten darauf hin, dass die Burg noch bis ins 14. Jahrhundert bewohnt war und danach aufgegeben wurde. Nachweise über eine Zerstörung durch Kampfhandlungen fehlen bisher. Nach einer anderen Darstellung hatten Grabungen, die ab dem Jahr 2001 durchgeführt wurden, ergeben, dass die Burg aufgrund der archäologischen Funde vom 11. bis zum 13. Jahrhundert zu fassen sei, während die historischen Quellen nur die Spätzeit der Burg belegen würden.

## Zugang
Aus dem westlichen Bereich von Annweiler führt die Kreisstraße 2 zunächst nach Süden, dann nach Osten zum Trifels. Im letzten Abschnitt werden in einer Schleife als Einbahnstraße der Bergrücken mit der Burg Scharfenberg, den Felsformationen Jungturm und Fensterfels und der Burg Anebos umfahren. Der kürzeste Aufstieg kann vom Wanderparkplatz am Sattel südlich des Sonnenberges erfolgen. Alternativ ist ein Zugang von den Wanderparkplätzen Windhof und Ahlmühle möglich.